# أرزقي كريم
كريم أرزقي مجاهد في جيش التحرير الوطني وكبير معطوبي ثورة التحرير الجزائرية، وهو شقيق كريم بلقاسم القائد التاريخي للثورة الجزائرية.

## حياته
ولد يوم 19 نوفمبر 1934 في قرية تيزرى عيسى بدوار أيت يحيى موسى (دائرة ذراع الميزان) بولاية تيزي وزو. كان أبوه لحوسين نلحاج تاجرا كما كان يعمل أيضا حارسا للغابة.
بعد اعتقال والده وشقيقه رابح أثناء محاولة الإستعمار الفرنسي القبض على أخيه كريم بلقاسم، عام 1955 هرب إلى فرنسا أين بدأ النشاط في فيديرالية جبهة التحرير الوطني كي ينكشف بعد ذلك أمره ويصبح مبحوثا عنه فلجأ بعد ذلك للفرار مرة أخرى وهذه المرة إلى ألمانيا.
بعد ذلك التحق بالقاعدة الشرقية بالحدود الجزائرية التونسية بمركز التدريب العسكري حول الإمداد بالأسلحة، كي يدخل بعد ذلك وينظم إلى الفيلق 13.
عام 1960 تعرض لحروق بالغة بالنابالم الذي استعمله الاستعمار الفرنسي للقضاء على الثورة، كي يتم نقله بعد ذلك إلى تونس ثم إلى مِصر للعلاج حيث مكث في مستشفياتها ستة أشهر.
توفي المجاهد كريم أرزقي يوم 25 أكتوبر 2022 بمستشفى تيزي وزو بعد تعرضه لجلطة دماغية.